# Gallows i Anderson
Luke Gallows i Karl Anderson (przedstawiani również jako Gallows i Anderson) – tag team w profesjonalnym wrestlingu. Najbardziej znany z występów w federacji WWE. W przeszłości występowali jako Doc Gallows i Karl Anderson i byli częścią grupy Bullet Club. Przed podpisaniem kontraktu z WWE w 2016 występowali głównie w japońskiej promocji New Japan Pro-Wrestling (NJPW) oraz w Stanach Zjednoczonych w Ring of Honor (ROH), a także wielu federacjach niezależnych.
Gallows i Anderson rozpoczęli współpracę w NJPW w 2013 będąc częścią Bullet Clubu. W przeciągu trzech lat trzykrotnie zdobyli IWGP Tag Team Championship oraz wygrali turniej World Tag League 2013. W lutym 2016 opuścili NJPW i podpisali kontrakt z WWE, w którym w styczniu 2017 zdobyli WWE Raw Tag Team Championship.

## Historia

### New Japan Pro–Wrestling (2013–2016)

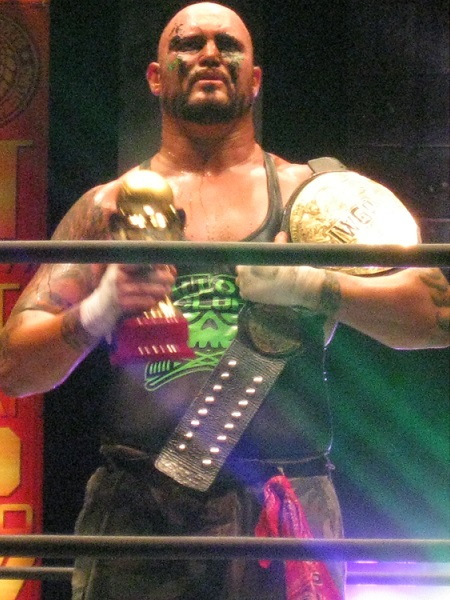
Doc Gallows w posiadaniu IWGP Tag Team Championship.

11 listopada 2013 New Japan Pro-Wrestling (NJPW) ogłosiło drużyny uczestniczące w turnieju World Tag League 2013. Jedną z nich byli reprezentujący grupę Bullet Club Karl Anderson i debiutujący Doc Gallows. Anderson pracował dla NJPW od 2008, zaś Gallows po opuszczeniu WWE w 2010 pracował głównie dla Total Nonstop Action Wrestling (TNA). Duo wygrało swój blok z czterema zwycięstwami i dwiema porażkami, zaś 8 grudnia pokonali Togiego Makabe i Tomoakiego Honmę w półfinale, a także Hiroyoshiego Tenzana i Satoshiego Kojimę w finale wygrywając turniej. Dzięki zwycięstwu zmierzyli się z K.E.S. (Daveyem Boy Smithem Jr. i Lance’em Archerem) o IWGP Tag Team Championship 4 stycznia 2014 na gali Wrestle Kingdom 8, którą wygrali i stali się nowymi mistrzami. Gallows i Anderson skutecznie bronili mistrzostw przez cały rok wygrywając sześć walk. W grudniu 2014 dotarli do finałów kolejnego turnieju World Tag League 2014, lecz tam zostali pokonani przez Hirookiego Goto i Katsuyori Shibatę, którzy następnie pokonali Gallowsa i Andersona o IWGP Tag Team Championship 4 stycznia 2015 na gali Wrestle Kingdom 9.
11 lutego podczas gali The New Beginning in Osaka pokonali nowych mistrzów w rewanżu i odzyskali tytuły. Ich drugie panowanie zakończyło się 5 kwietnia na gali Invasion Attack 2015, gdzie zostali pokonani przez The Kingdom (Matta Tavena i Michaela Bennetta). Rewanż odbył się 5 lipca na gali Dominion 7.5 i duo zdołało ponownie odzyskać IWGP Tag Team Championship. Sześć miesięcy później podczas gali Wrestle Kingdom 10 utracili tytuły na rzecz Togiego Makabe i Tomoakiego Honmy, którzy zwyciężyli World Tag League 2015.

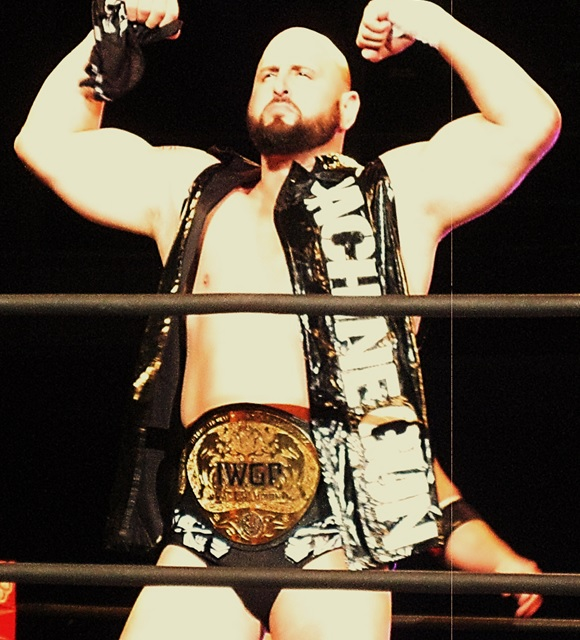
Karl Anderson w posiadaniu IWGP Tag Team Championship.

W międzyczasie kiedy chodziły pogłoski o opuszczeniu przez nich NJPW, Gallows i Anderson otrzymali rewanż 14 lutego na gali The New Beginning in Niigata, lecz zostali pokonani przez Makabe i Honmę. Zawalczyli w ostatniej walce dla NJPW 20 lutego podczas gali Honor Rising: Japan 2016, gdzie wraz z członkami Bullet Club, Bad Luck Falem i Tama Tongą, zostali pokonani przez Bobby’ego Fisha, Hirookiego Goto, Katsuyorę Shibatę i Kyle’a O’Reilly’ego w eight-man tag team matchu.

### Ring of Honor (2014–2016)
Anderson i Gallows zadebiutowali dla amerykańskiej federacji Ring of Honor (ROH) 17 maja 2014 podczas gali War of the Worlds współtworzonej przez ROH i NJPW, gdzie obronili IWGP Tag Team Championship w walce z The Briscoe Brothers (Jayem i Markiem Briscoe). Powrócili do ROH rok później, a także 23 stycznia 2016 wzięli udział w eight-man tag team matchu, gdzie trzy tytuły federacji ROH były na szali. Duo wraz z The Young Bucks (Mattem i Nickiem Jacksonem) przegrali z ROH World Championem Jayem Lethalem, ROH World Television Championem Roderickiem Strongiem i ROH World Tag Team Championami War Machine (Toddem Smithem i Rayem Rowem).

### Federacje niezależne (2014–2015)
20 grudnia 2014 Gallows i Anderson zadebiutowali jako tag team w amerykańskich federacjach niezależnych, gdzie między innymi podczas gali federacji Pro Wrestling Syndicate (PWS) pokonali Reality Check (Cravena Varo i Devona Moore’a). Latem 2015 wystąpili podczas pojedynczych gal federacji Global Force Wrestling (GFW) i wzięli udział w turnieju o GFW Tag Team Championship. W październiku 2015 wraz z częścią rosteru NJPW wzięli udział w galach Revolution Pro Wrestling (RPW) w Wielkiej Brytanii. Tego samego miesiąca wzięli udział w turnieju World Tag Team Tournament niemieckiej federacji Westside Xtreme Wrestling, lecz w ćwierćfinale odpadli będąc pokonanym przez Big Daddy’ego Waltera i Zacka Sabre Jr..

### WWE (2016)
11 kwietnia 2016 podczas odcinka tygodniówki Raw, Gallows i Anderson zadebiutowali wspólnie w WWE atakując The Usos (Jeya i Jimmy’ego Uso), tym samym stając się heelami; komentatorzy WWE wspomnieli o ich przeszłości i osiągnięciach w NJPW. Tydzień później zaczęli ukazywać chęć sojuszu z byłym członkiem Bullet Club AJ Stylesem, atakując rywala Stylesa z majowej gali Payback, Romana Reignsa. W pierwszej wspólnej walce z 25 kwietnia pokonali The Usos. Przez kolejne tygodnie próbowali przekonać niechętnego Stylesa, między innymi występując wspólnie w ringu przeciwko The Usos i Reignsowi, lecz nie zdołali wystarczająco pomóc Stylesowi w celu zdobycia WWE World Heavyweight Championship od Reignsa podczas gali Payback
9 maja trio zostało po raz pierwszy określone jako „The Club”, lecz dwa tygodnie później Styles obwinił ich oraz The Usos za przegraną z Reignsem o tytuł mistrzowski podczas gali Extreme Rules. 30 maja podczas odcinka Raw zaatakowali posiadaczy WWE Tag Team Championship The New Day, zaś tej samej nocy przyłączyli się do Stylesa podczas jego ataku na powracającym Johnie Cenie. Mimo tego 19 lipca The Club zostało rozdzielone, kiedy to wskutek zorganizowania draftu Styles został przydzielony do brandu SmackDown, a Gallows i Anderson do brandu Raw. Po raz ostatni trójka zawalczyła i przegrała z Ceną, Enzo Amore i Big Cassem podczas lipcowej gali Battleground.
W sierpniu Gallows i Anderson kontynuowali rywalizację z The New Day, między innymi kontuzjując Big E. 21 sierpnia podczas gali SummerSlam walka Gallowsa i Andersona z mistrzami zakończyła się dyskwalifikacją, kiedy to Anderson został zaatakowany przez Big E. Duo otrzymało ponownie szansy na walkę o WWE Raw Tag Team Championship 25 i 26 września podczas gal Clash of Champions i Raw, lecz obydwie walki przegrali. 7 listopada zostali ogłoszeni częścią tag-teamowej drużyny Raw w 10-on-10 Survivor Series Tag Team Elimination matchu podczas gali Survivor Series przeciwko drużynie SmackDown; obaj zostali wyeliminowani z walki przez Rhyno, lecz walkę wygrał ich zespół. 28 listopada i 12 grudnia ponownie przegrali walki z The New Day o mistrzostwa tag team.
18 stycznia 2017 podczas tygodniówki Raw Gallows i Anderson pokonali Cesaro i Sheamusa o ich tytuły Raw Tag Team Championship, lecz z powodu oszustwa wynik walki został anulowany. Do rewanżu doszło podczas pre-show gali Royal Rumble, gdzie Gallows i Anderson pokonali mistrzów i zdobyli mistrzostwa. Utracili je podczas WrestleManii 33 z 2 kwietnia na rzecz powracających The Hardy Boyz (Jeffa i Matta Hardy’ego).

## Styl walki
- Drużynowe finishery

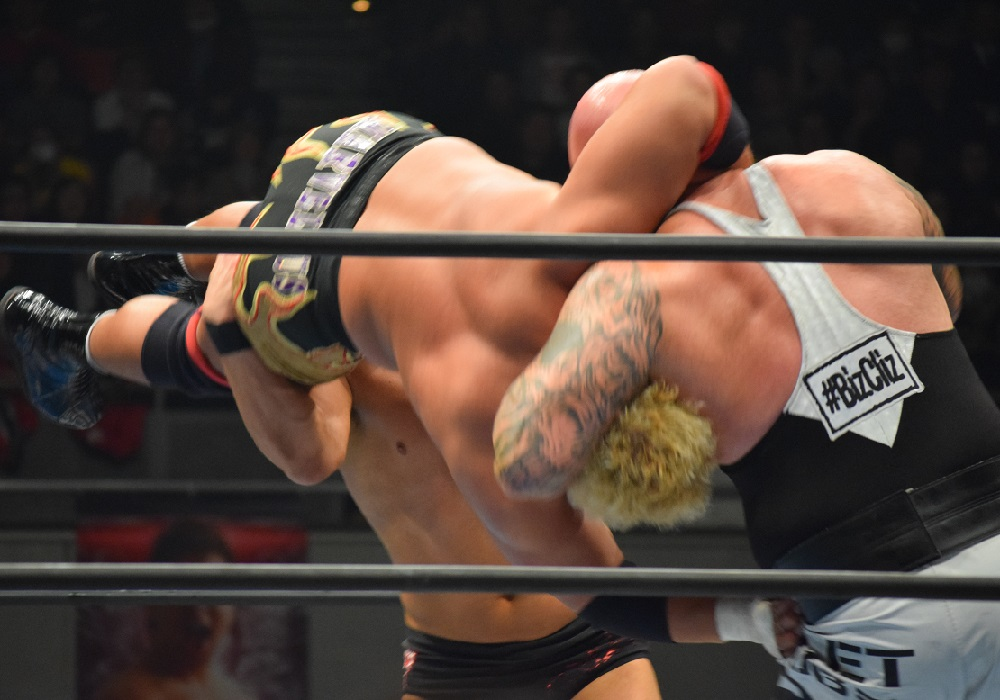
Gallows i Anderson wykonujący Magic Killer na Togim Makabe.

  - Magic Killer (Aided snap swinging neckbreaker)[31][53][54][55]
- Inne ruchy drużynowe
  - Boot of Doom[56][57][58][59] (Fireman's carry flapjack (Gallows) i Running single leg front dropkick (Anderson))
- Menedżerowie
  - Amber Gallows[10]
- Przydomki
  - „Good Brothers”[60][61]
  - „Magic Killers”[62]
- Motywy muzyczne
  - „Last Chance Saloon” ~ Deviant and Naive Ted (NJPW; używany podczas członkostwa w grupie Bullet Club)[63]
  - „Shot'Em” ~ [Q]Brick (NJPW; używany podczas członkostwa w grupie Bullet Club)[64]
  - „Omen in the Sky” ~ CFO$ (WWE; od 25 kwietnia 2016)[65]

## Mistrzostwa i osiągnięcia
- New Japan Pro-Wrestling
  - IWGP Tag Team Championship (3 razy)[19]
  - World Tag League (2013)[17]
- Pro Wrestling Illustrated
  - PWI umieściło Gallowsa w top 500 wrestlerów rankingu PWI 500: 69. miejsce w 2013; 98. miejsce w 2014; 73. miejsce w 2015; 65. miejsce w 2016; 70. miejsce w 2017[66]
  - PWI umieściło Andersona w top 500 wrestlerów rankingu PWI 500: 88. miejsce w 2013; 70. miejsce w 2014; 79. miejsce w 2015; 69. miejsce w 2016; 73. miejsce w 2017[67]
- WWE
  - WWE Raw Tag Team Championship (1 raz)[68]